# Google Play
Google Play (ranije Android Market) Googleova je mrežna trgovina aplikacija, glazbe, filmova i ostalih digitalnih sadržaja. Predstavljen je u kolovozu 2008. godine, a njegovo korištenje počinje od listopada 2008. godine. Pojava prvih komercijalnih aplikacija započinje od strane britanskih i američkih programera od veljače 2009.
Google Play nastao je 6. ožujka 2012. spajanjem Android Marketa, Google glazbe i Google trgovine eKnjigama.

## Broj aplikacija
| Godina | Mjesec   | Broj dostupnih aplikacija |
| ------ | -------- | ------------------------- |
| 2009.  | Ožujak   | 2 300                     |
| 2009.  | Prosinac | 16 000                    |
| 2010.  | Ožujak   | 30 000                    |
| 2010.  | Travanj  | 38 000                    |
| 2010.  | Lipanj   | 70 000                    |
| 2010.  | Kolovoz  | 80 000                    |
| 2010.  | Listopad | 100 000                   |
| 2011.  | Svibanj  | 200 000                   |
| 2011.  | Srpanj   | 250 000                   |
| 2011.  | Listopad | 319 000                   |
| 2011.  | Prosinac | 380 297                   |
| 2012.  | Siječanj | 400 000                   |
| 2012.  | Svibanj  | 500 000                   |
| 2012.  | Lipanj   | 600 000                   |
| 2012.  | Rujan    | 675 000                   |
| 2012.  | Listopad | 700 000                   |
| 2013.  | Veljača  | 800 000                   |
| 2013.  | Travanj  | 850 000                   |
| 2013.  | Srpanj   | 1 000 000                 |
| 2014.  | Lipanj   | 1 200 000                 |
| 2014.  | Srpanj   | 1 300 000                 |
| 2014.  | Prosinac | 1 430 000                 |
| 2015.  | Q1       | 1 500 000                 |

U ožujku 2009. godine Market broji oko 2 300 aplikacija, a do kraja godine ta brojka raste do 16 000. Također, popis zemalja s mogućnošću objavljivanja komercijalnih aplikacija doseže brojku od 29. Do kraja 2010. godine broj aplikacija raste na 100 000 s gotovo milijardu preuzimanja. U sljedećih pola godine zabilježen je još rapidniji rast broja aplikacija. Do kraja 2011. godine broj aplikacija se utrostručio. U siječnju 2012. godine broj aplikacija je dostigao 400 000 aplikacija, a do srpnja sljedeće godine taj broj je narastao na milijun aplikacija. U sljedećih godinu dana broj aplikacija se povećao na 1.3 milijuna. U prvom tromjesečju 2015. broj aplikacija je dostigao 1.5 milijuna.

## Ažuriranja
Aplikacija Google Play doživjela je mnogo ažuriranja. Tako je jedna od važnijih bila ona u prosincu 2010. godine kada je omogućeno bolje filtriranje sadržaja na Google Playu (tada Android Marketu) te smanjenje roka za poništavanje narudžbe s 24, odnosno 48 sati na svega 15 minuta. Druga važnija promjena dogodila se je 2. veljače 2011. godine kada je uvedena mogućnost pregleda i naručivanja aplikacija putem službene mrežne stranice. U svibnju 2012. dodana su još dva nova izbornika - uz postojeće Aplikacije i Igre, dodani su izbornici Knjige namijenjen pronalasku e-knjiga i Filmovi namijenjen pronalasku filmova. Dodane su i dvije nove top liste Izbor zaposlenika, odnosno aplikacije odabrane od strane Googlea te Izbor urednika.
U ožujku 2012. Google je promijenio ime Android Marketa u Google Play.
Tijekom travnja 2013. godine novo ažuriranje Google Playa donijelo je novi čišći i pregledniji dizajn. Plaćanje je dodatno pojednostavljeno.
U studenome 2013. Google Play je ažuriran novom s novom inačicom koja donosi poboljšanja za korisnike Android tableta. Korisnici tableta sada mogu vidjeti karticu "Osmišljeno za tablete" u kojoj se nalaze aplikacije sa sučeljem prilagođenim za tablete.
U srpnju 2014. godine Google je ažurirao Google Play na inačicu 4.9.13. koja donosi novi materijalni dizajn korišten u Androidu 5.x Lollipopu.
Tijekom ožujka 2015. godine novo ažuriranje (v5.3.5) donijelo je nova poboljšanja korisničkog sučelja. Dizajn Google Playa je sada još usklađeniji s dizajnom Android Lollipopa.

## Razvijanje aplikacija
Za objavljivanje aplikacija na Google Playu razvojni programeri moraju posjedovati Google korisnički račun te kod prve prijave na Google Play potrebno je uplatiti iznos od 25 američkih dolara na ime registracije. Google na stranicama za razvojne programere nudi čitav niz uputa i zadataka koje treba obaviti prije objavljivanja same aplikacije. Prodaja komercijalnih aplikacija zasada je dostupna iz 71 zemlji u 37 različitih valuta. Cijene aplikacija kreću se od 99 centi do 200 američkih dolara, a razvojni programeri dobivaju 70% cijene aplikacija. S ostalih 30% financiraju se pružatelji usluga za mrežno plaćanje, dok Google ne uzima svoj udio od prodaje aplikacija.

## Ostali sadržaji
Na Google Playu, osim aplikacija i igara, dostupni su i glazba, filmovi, serije, knjige, časopisi...

### Play glazba
Google Play glazba pruža usluge kupovanja i slušanja više od 22 milijuna pjesama, uslugu pretplate nazvanu All Access i uslugu spremanja vlastite glazbe na oblak (do 20 000 pjesama). Cijene pjesama kreću se od $0,69 do $1,29 te besplatno. Od 3. studenog 2014., Google Play glazba je dostupna u Hrvatskoj.

### Play filmovi i TV serije
Na Google Play filmovima i TV serijama dostupno je mnogo svjetskih filmova i TV serija koje se mogu iznajmiti ili kupiti. Ovisno o kvaliteti prikaza sadržaja, cijene variraju. Google Play filmovi dostupni su u 70 zemalja, uključujući Hrvatsku. U Hrvatskoj su dostupni od 20. lipnja 2014. Google Play TV serije trenutno su dostupne samo u 5 zemalja - SAD-u, Ujedinjenom Kraljevstvu, Australiji, Kanadi i Japanu.

### Play knjige
Google Play knjige je, s preko 5 milijuna naslova, najveća zbirka e-knjiga. Kupljene knjige mogu se pregledati na mreži na Android uređaju ili se mogu preuzeti u EPUB i PDF formatu. Pisci mogu objavljivati svoje knjige pomoću Partnerskog centra Google Play knjiga.

### Google Play vijesti i časopisi
Google Play vijesti i časopisi pružaju mogućnost pretplate na poznate svjetske časopise i novine. Dostupno je 14 dana besplatnog probnog razdoblja za svaki časopis. Pretplate na plaćeni sadržaj trenutno su dostupne u ovim zemljama: Australija, Kanada, Francuska, Njemačka, Italija, Indija, Nizozemska, Rusija, Španjolska, Ujedinjeno Kraljevstvo i SAD.

## Povezano
- Google (tvrtka)
- Android (operacijski sustav)

## Vanjske poveznice
- Google Play
- Googleove upute za razvojne programere Android aplikacija